# Вежа Аґбар
Ве́жа Аґба́р (кат. Torre Agbar) або Ве́жа А́йгуас да Барсело́на (кат. Torre Aigües de Barcelona — Вежа вод Барселони) — хмарочос у Барселоні, Каталонія, Іспанія. Висота 33-поверхової будівлі становить 144,44 м.

## Історія
Будівництво розпочато в 2001 і завершено в 2004. Вежа офіційно відкрита королем Іспанії Хуаном Карлосом I 16 вересня 2005. Проєкт було розроблено французьким архітектором Жаном Нувелем у співпраці з іспанською фірмою «b720 Arquitectos» і побудована компанією Dragados. Будинок носить назву свого власника холдинґової компанії «Ґруп Аґбар» і є головним офісом компанії по водопостачанню «Айгуас да Барселона».

## Архітектура
Будинок має колоподібну форму, котра звужується до гори. За словами Жана Нувеля, при розробці форми Вежі Аґбар його надихнула гора Монсаррат, яка розташована недалеко від Барселони. Жан Нувель у своєму інтерв'ю описав її як фалічний символ. Через свою незвичайну форму будівля має кілька прізвиськ, як-от: «el supositori» ([ректальна] свічка), «l'obús» (снаряд) тощо. 
Її дизайн поєднує в собі цілу низку різних архітектурних концепцій. Хмарочос збудовано з залізобетону, фасад покрито склом.
Визначальною особливістю будівлі є її нічне освітлення. Будівля обшита різнокольоровими металевими панелями, в яких розташовано близько 4500 пристроїв освітлення, що використовують світлодіодні технології. Вони утворюють складні кольорові поєднання (до 16-ти мільйонів кольорів), створюючи ефект свого роду «пікселізованого» кольору — здалеку пікселі зливаються, і башта здається такою, що переливається всіма барвами веселки. Зовні вся будівля покрита прямокутними скляними панелями, які можуть рухатися по сигналах датчиків температури на зовнішній стороні башти, тим самим знижуючи споживання енергії на кондиціонування повітря.

## Галерея

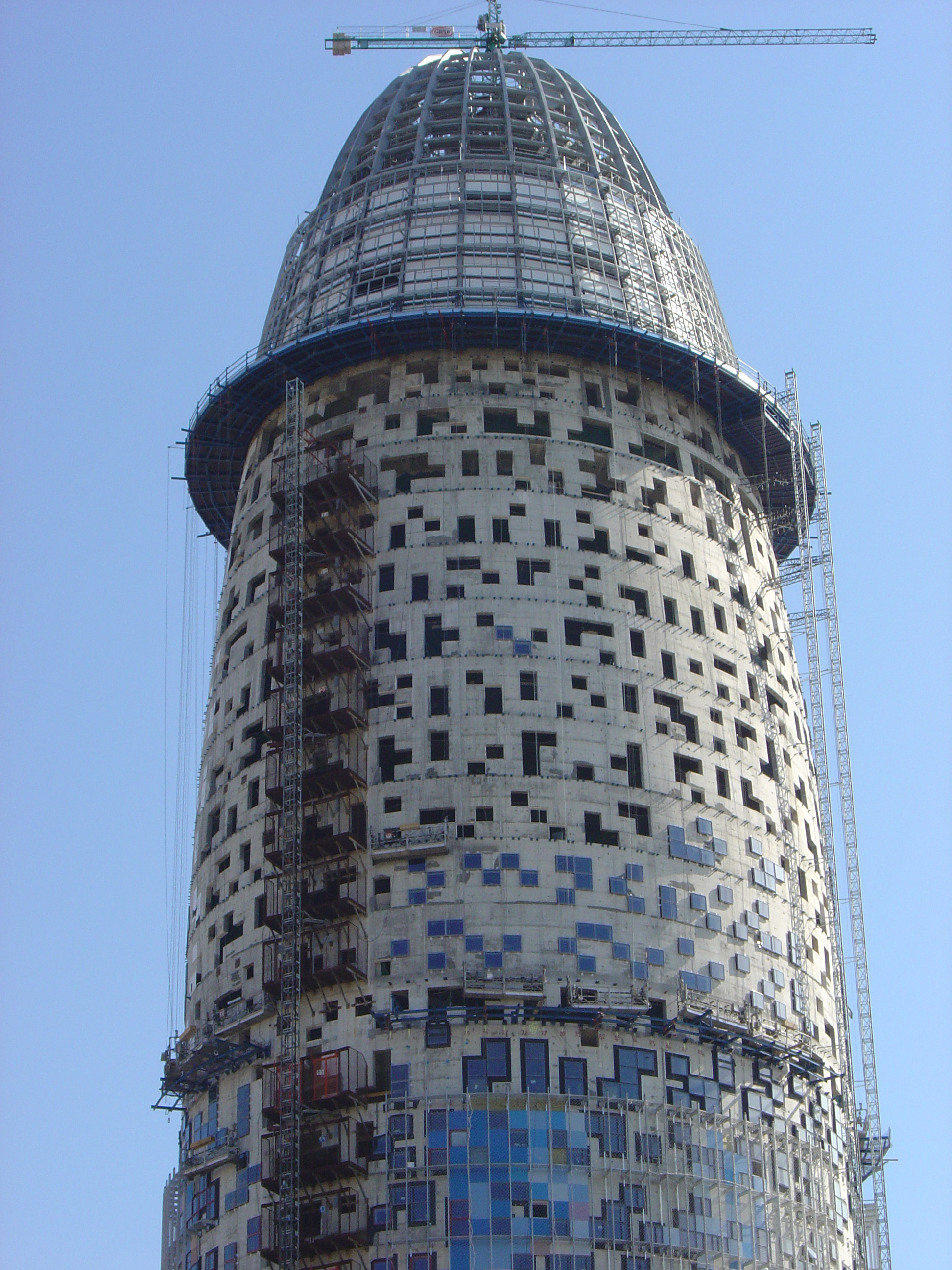
Під час будівництва
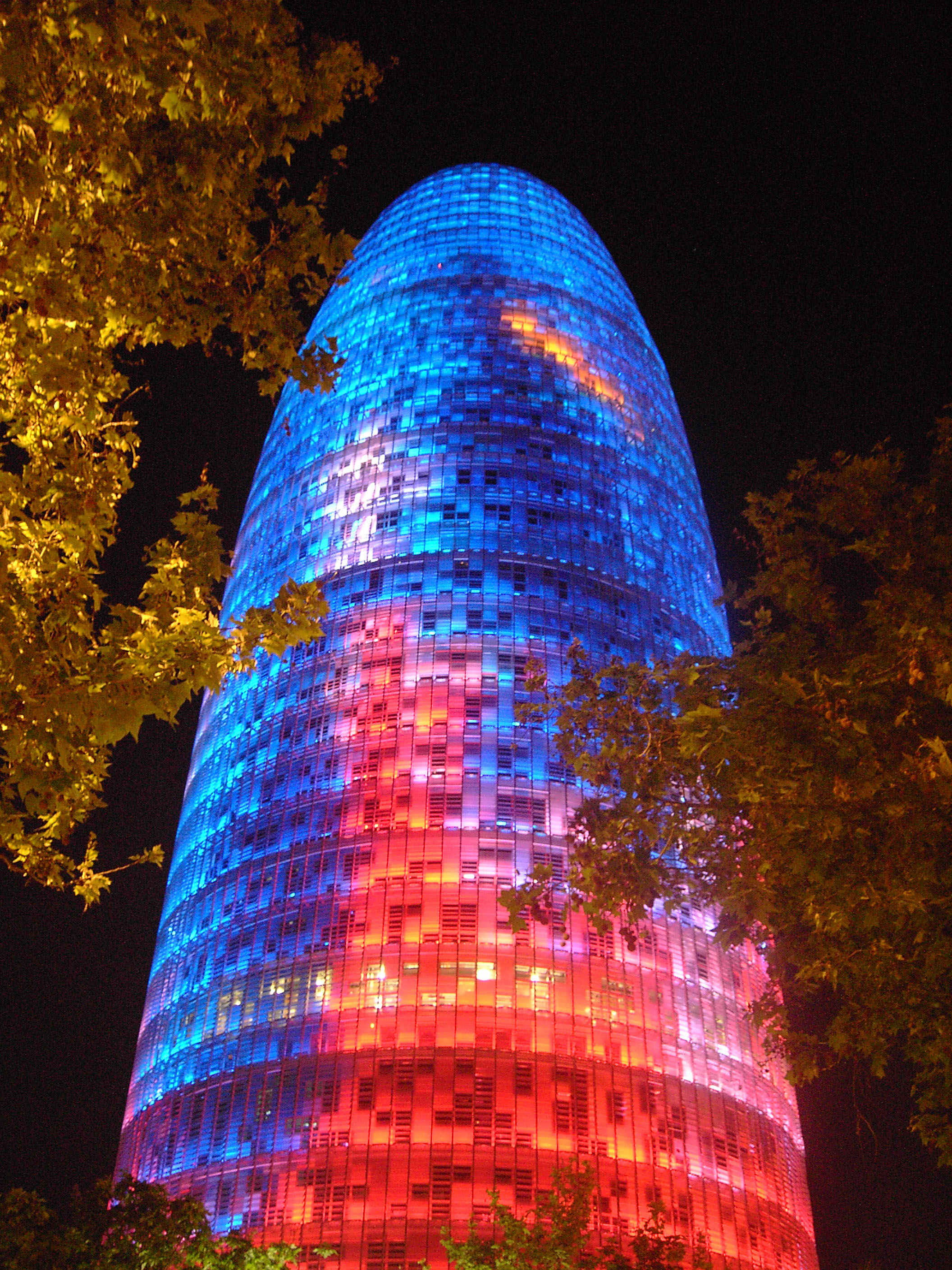
Вночі
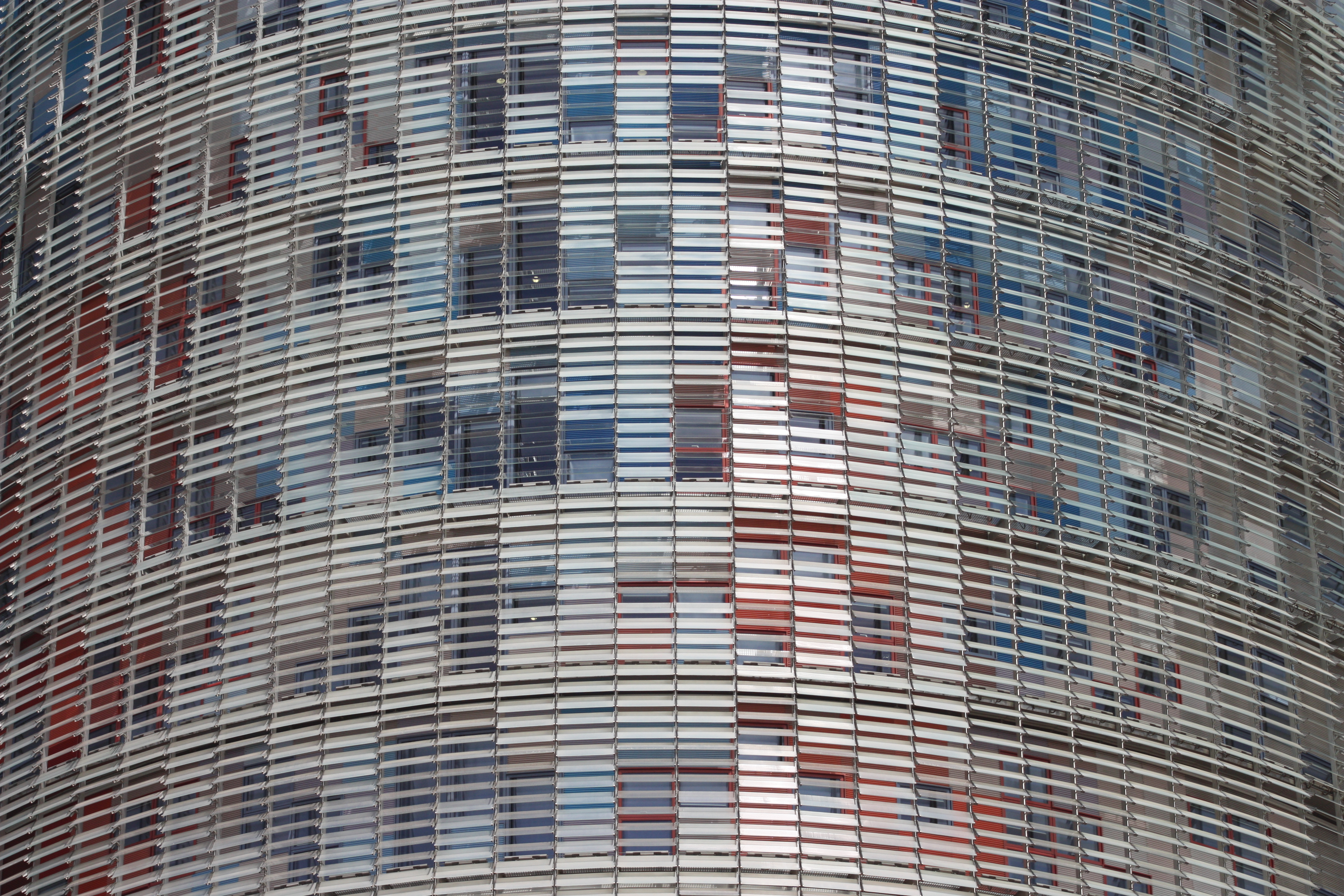
Фасад
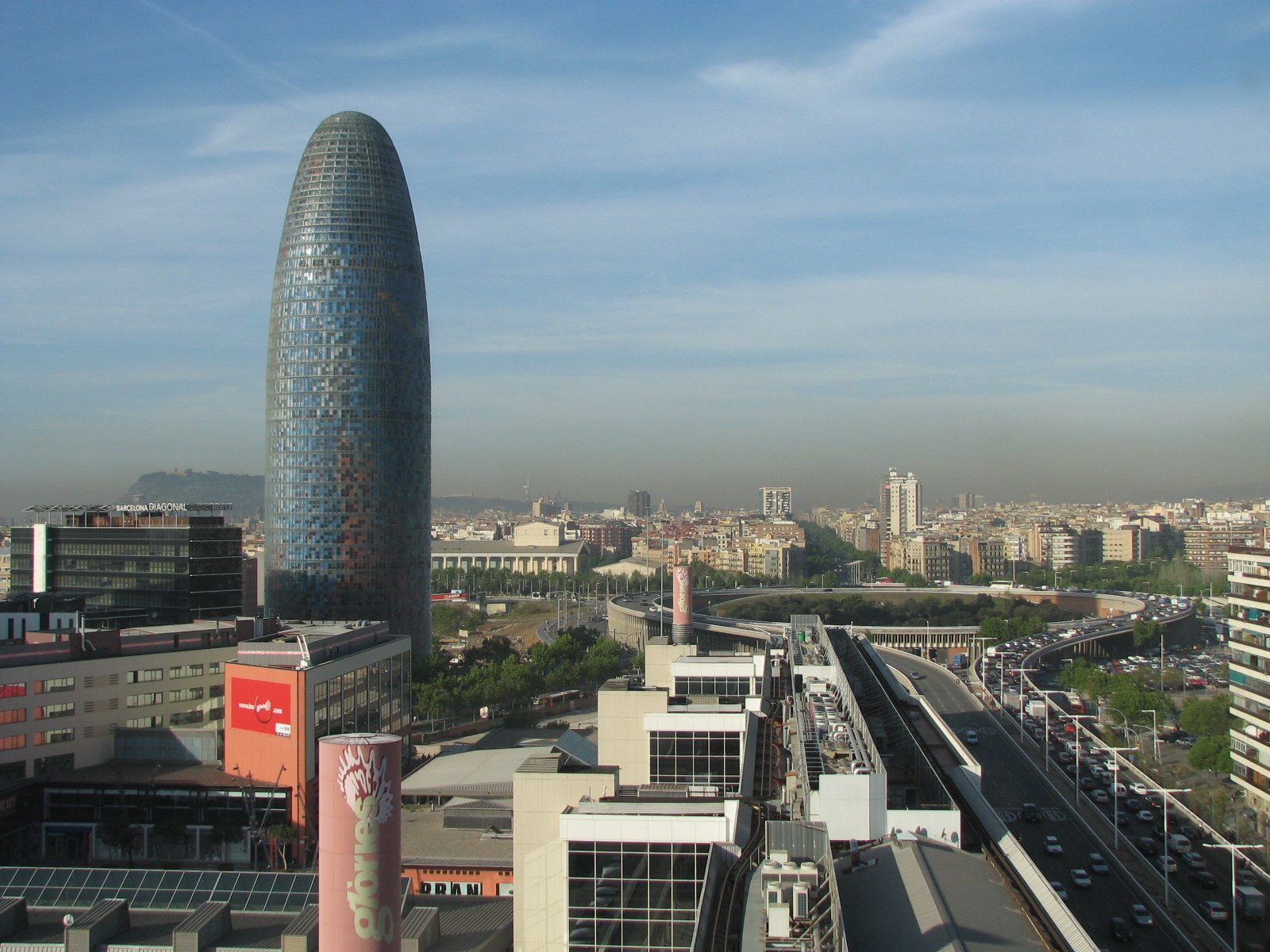
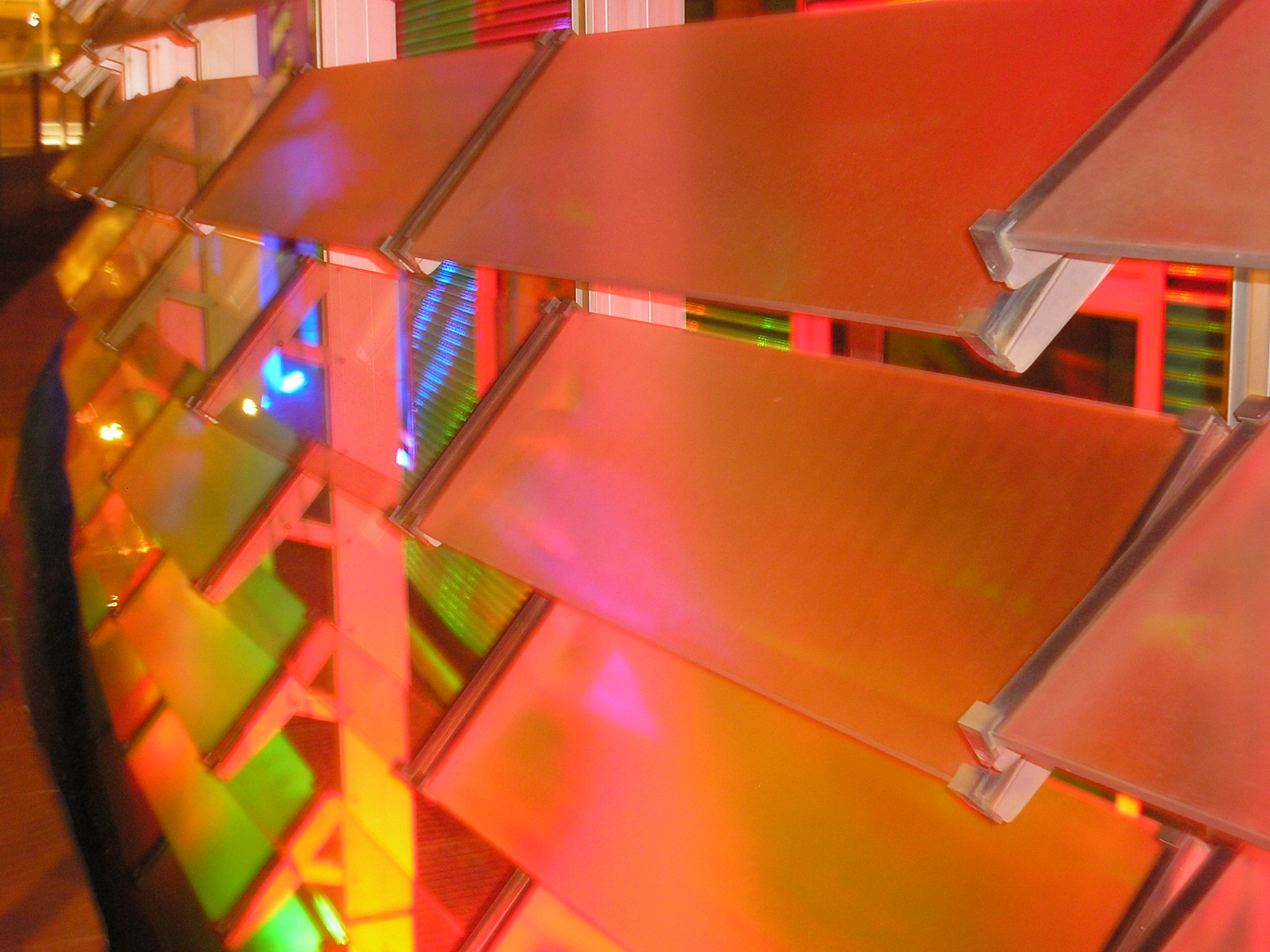
Скляні панелі